# 동경 6도
동경 6도(東經6度)는 본초 자오선에서 동쪽으로 6도 떨어진 경선이다. 북극점에서 시작하여 북극해, 유럽, 아프리카, 대서양, 남극해, 남극을 거쳐 남극점에 이른다.
동경 6도는 서경 174도와 이어져 지구의 둘레를 이룬다.

북극점에서 남극점까지 동경 6도선은 다음 지역을 지나간다.
| 좌표                                                | 나라, 지역, 해역 | 주석                                                                                  |
| --------------------------------------------------- | ---------------- | ------------------------------------------------------------------------------------- |
| 북위 90° 0′ 동경 6° 0′  / 북위 90.000° 동경 6.000°  | 북극해           |                                                                                       |
| 북위 81° 19′ 동경 6° 0′  / 북위 81.317° 동경 6.000° | 대서양           |                                                                                       |
| 북위 62° 29′ 동경 6° 0′  / 북위 62.483° 동경 6.000° | 노르웨이         | 뫼레오그롬스달주의 고되위아에서 시작하여 로갈란주의 에이게르순에서 끝난다.            |
| 북위 58° 25′ 동경 6° 0′  / 북위 58.417° 동경 6.000° | 북해             |                                                                                       |
| 북위 53° 24′ 동경 6° 0′  / 북위 53.400° 동경 6.000° | 네덜란드         | 아펠도른과 아른험의 바로 동쪽을 지나감                                                |
| 북위 51° 50′ 동경 6° 0′  / 북위 51.833° 동경 6.000° | 독일             | 10km 정도                                                                             |
| 북위 51° 44′ 동경 6° 0′  / 북위 51.733° 동경 6.000° | 네덜란드         |                                                                                       |
| 북위 51° 5′ 동경 6° 0′  / 북위 51.083° 동경 6.000°  | 독일             | 11km 정도                                                                             |
| 북위 50° 59′ 동경 6° 0′  / 북위 50.983° 동경 6.000° | 네덜란드         |                                                                                       |
| 북위 50° 48′ 동경 6° 0′  / 북위 50.800° 동경 6.000° | 독일             | 2km 정도, 아헨의 바로 서쪽을 지나감                                                   |
| 북위 50° 47′ 동경 6° 0′  / 북위 50.783° 동경 6.000° | 네덜란드         | 4km 정도                                                                              |
| 북위 50° 45′ 동경 6° 0′  / 북위 50.750° 동경 6.000° | 벨기에           |                                                                                       |
| 북위 50° 11′ 동경 6° 0′  / 북위 50.183° 동경 6.000° | 룩셈부르크       | 룩셈부르크시의 바로 서쪽을 지나감                                                     |
| 북위 49° 27′ 동경 6° 0′  / 북위 49.450° 동경 6.000° | 프랑스           | 브장송을 통과함                                                                       |
| 북위 46° 14′ 동경 6° 0′  / 북위 46.233° 동경 6.000° | 스위스           | 9km 정도, 제네바의 바로 서쪽을 지나감                                                 |
| 북위 46° 9′ 동경 6° 0′  / 북위 46.150° 동경 6.000°  | 프랑스           | 툴롱의 바로 동쪽에 있는 지중해를 만남                                                 |
| 북위 43° 6′ 동경 6° 0′  / 북위 43.100° 동경 6.000°  | 지중해           |                                                                                       |
| 북위 36° 51′ 동경 6° 0′  / 북위 36.850° 동경 6.000° | 알제리           |                                                                                       |
| 북위 19° 36′ 동경 6° 0′  / 북위 19.600° 동경 6.000° | 니제르           |                                                                                       |
| 북위 13° 42′ 동경 6° 0′  / 북위 13.700° 동경 6.000° | 나이지리아       |                                                                                       |
| 북위 4° 19′ 동경 6° 0′  / 북위 4.317° 동경 6.000°   | 대서양           | 상투메 프린시페 상투메섬의 바로 서쪽을 지나감 적도 기니 안노본섬의 바로 동쪽을 지나감 |
| 남위 60° 0′ 동경 6° 0′  / 남위 60.000° 동경 6.000°  | 남극해           |                                                                                       |
| 남위 70° 1′ 동경 6° 0′  / 남위 70.017° 동경 6.000°  | 남극             | 퀸모드랜드, 노르웨이가 영유권을 주장한다.                                             |

## 같이 보기
- 동경 5도
- 동경 7도